# 松本清 (人物)
松本清（1909年4月24日—1973年5月21日）是日本企業家、政治家，出身於千葉縣東葛飾郡湖北村。因創建連鎖藥店「松本清」而知名，從政後先後任小金町議会議員、千葉縣議会議員、千葉縣議会議長、松戶市市長。他在松戶市長任內為了應對市民的各種要求，於市政府內設立「馬上就辦課」，並一直沿用至今。
1973年5月21日，他在任松戶市長期間因心臟衰竭逝世，享年64歲。